# Martha-Maria-Kloster

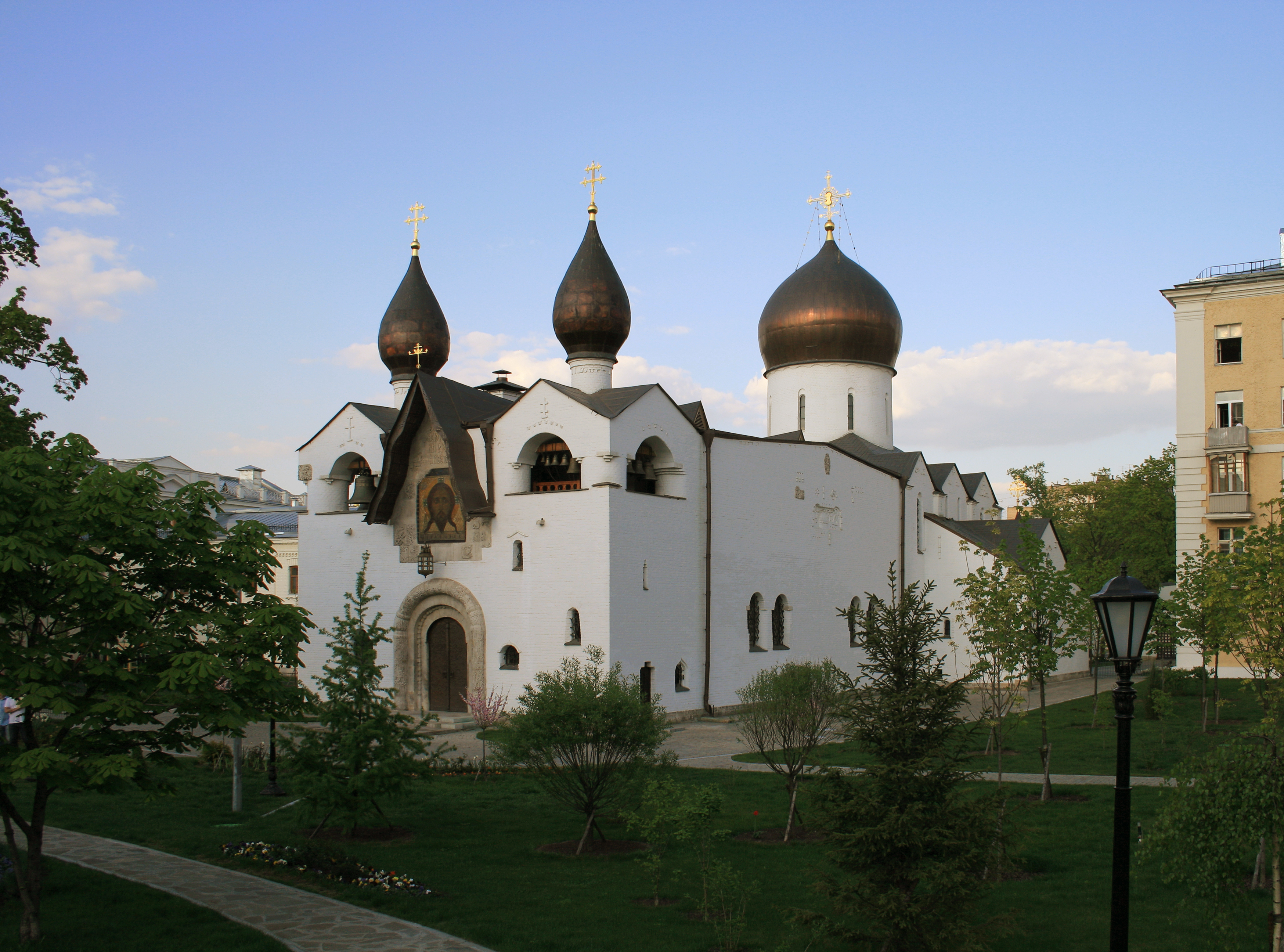
Katholikon des Klosters, entworfen von dem Architekten Alexei Schtschussew

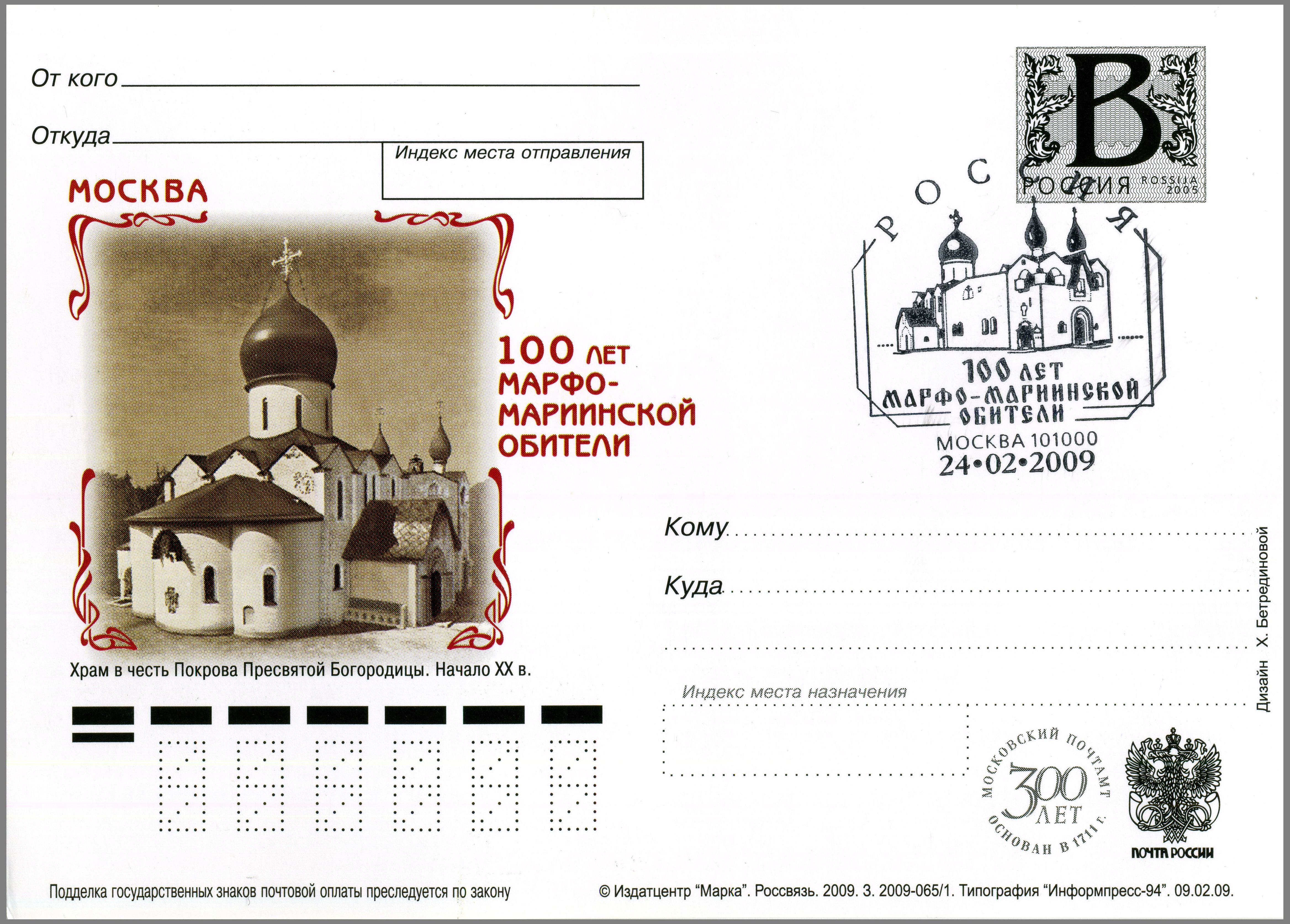
Postkarte zum 100. Geburtstag des Klosters mit Sonderstempel (Moskau, 24. Februar 2009)

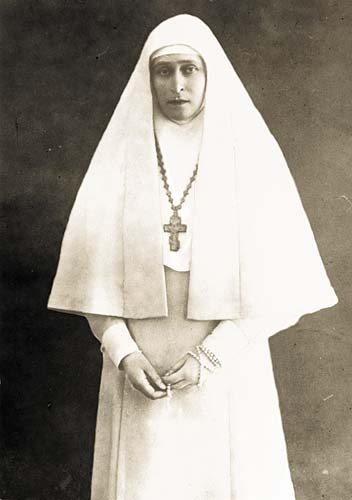
Elisabeth (Jelisaweta Fjodorowna), Äbtissin des Martha-Maria-Klosters der Barmherzigkeit in Moskau

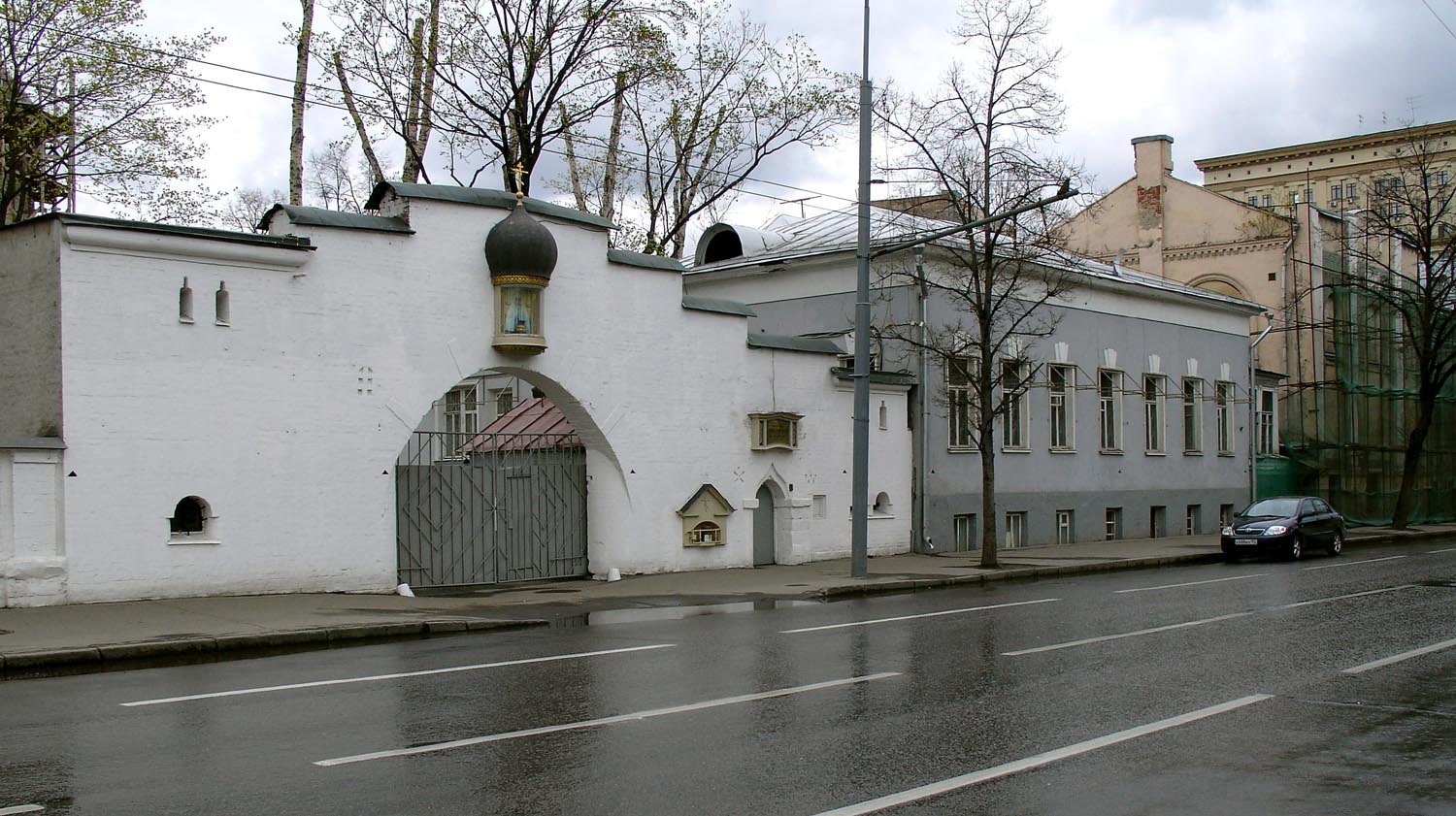
Haupttor

Das Martha-und-Maria-Kloster (russisch Марфо-Мариинская обитель / Marfo-Mariinskaja obitel, wiss. Transliteration Marfo-Mariinskaja obitel' oder Марфо-Мариинская обитель милосердия / Marfo-Mariinskaja obitel milosserdija, wiss. Transliteration Marfo-Mariinskaja obitel' miloserdija, MMOM; „Martha-Maria-Kloster der Barmherzigkeit“) ist ein russisch-orthodoxes Frauenkloster in Moskau. Das nach den neutestamentlichen Gestalten Martha und Maria benannte Kloster wurde 1908 von der heiligen Elisabeth (Jelisaweta Fjodorowna; 1864–1918) gegründet, die 1918 von den Bolschewiki ermordet wurde. Die in den Jahren von 1908 bis 1912 errichtete Klosteranlage besticht durch ihre Jugendstil-Architektur und die verzierten dicken weißen Wände. Das markanteste Gebäude ist die Mariä-Schutz-und-Fürbitte-Kirche (russisch Церковь Покрова / Zerkow Pokrowa, wiss. Transliteration Cerkov' Pokrova). Der Gebäudekomplex des Klosters erweckt den Anschein, aus dem Mittelalter zu stammen. Der Architekt Alexei Schtschussew erforschte die historische Sakralarchitektur eingehend und verband die charakteristischen Stile des alten Nowgorod und des alten Pskow mit denen einer Kremlkirche und modernem Stil. Die dortigen Klosteranlagen Antonijew (Антониев, 1117) und Miroschski (Мирожский, 1156) zählen zu den ältesten von Russland (aus der Zeit noch vor dem Mongolensturm).
Das Moskauer Kloster hat die Adresse: Marfo-Marijnskaja Obitel‘, ul. Bolschaja Ordynka 34 in Jakimanka im Zentralen Verwaltungsbezirk von Moskau.

## Klosteranlage
Nach der Ermordung ihres Mannes, des Großfürsten Sergei Alexandrowitsch (1857–1905), beschloss Großfürstin Elisabeth (Jelisaweta Fjodorowna), eine Schwester der Zarin Alexandra Fjodorowna, ihre Wertsachen zu verkaufen und mit dem Erlös ein Kloster zu gründen. Sie kaufte ein kleines Stück Land im Süden Moskaus und ließ darauf ein Kirchengebäude, ein Krankenhaus, ein Mädchenwaisenhaus und Räume für die fast 100 Schwestern erbauen. Das Gebäude wurde von dem Architekten Alexei Schtschussew entworfen, der später auch den Entwurf für das Lenin-Mausoleum vorlegte. Das Innere wurde von den berühmten russischen Malern Pawel Korin und Michail Nesterow gestaltet, die auch die perlgrauen und weißen äußere Aufmachung des Klosters entwarfen. Rund um das Klostergebäude ist ein Garten mit viel Rasen.

## Wohltätigkeitsarbeit
Elisabeth widmete das Kloster, in dem sie selbst Hegumene wurde, den Armen Moskaus. Über ihren Eintritt ins Klosterleben sagte sie am 10. Februar 1909: „Ich verlasse die schillernde Welt, in der ich eine hohe Stellung eingenommen habe, und jetzt bin ich zusammen mit Euch dabei, hinabzusteigen in eine viel größere Welt – die Welt der Armen und Leidenden.“
Die Schwestern kamen aus allen Gesellschaftsschichten und lebten nach den Idealen der biblischen Martha und Maria: Die Schwestern sollten ihr Leben dafür verwenden, anderen zu helfen. Sie haben viel gemeinnützige Arbeit geleistet. Zum Beispiel unterrichteten sie die Waisenmädchen, die aus den Armenvierteln von Moskau gebracht worden waren. Viele dieser Mädchen gingen später zur Arbeit in Krankenhäuser oder schlossen sich sogar einem Kloster an. Das Kloster war im Rest des Landes für seine in Russland einzigartige wohltätige Arbeit bekannt.

## Nach der russischen Revolution
Während der Oktoberrevolution (1917) wurde Elisabeth von den Bolschewiki verhaftet und von ihnen getötet. Das Martha-und-Maria-Kloster wurde in den 1920er Jahren geschlossen, aber die Nonnen setzten ihre Wohltätigkeitsarbeit fort. Dies musste heimlich geschehen, um nicht nach Zentralasien verbannt zu werden. Das Kirchengebäude ist erhalten geblieben, weil es von den Sowjets als Treffpunkt genutzt wurde. Ein Bild Lenins wurde auf den Altar gestellt. Das Kloster wurde Ende des 20. Jahrhunderts restauriert und wiedereröffnet. Eine Statue von Elisabeth wurde im Garten aufgestellt. Sie wurde 1992 vom Moskauer Patriarchat kanonisiert, nachdem die Russisch-Orthodoxe Kirche im Ausland sie bereits 1981 für heilig erklärt hatte.
Nach dem Zerfall der Sowjetunion wurden die Gebäude des Martha-Maria-Klosters der orthodoxen Kirche zurückgegeben und ab 1994 wieder mit einem Schwesternkonvent besiedelt.
Das Leben der Schwestern des Klosters ist immer noch von Wohltätigkeitsarbeit geprägt. Zusätzlich zu ihren täglichen Gebeten verbringen sie ihre Zeit im Krankenhaus, in der Schule, im Waisenhaus, in der Küche usw., um anderen zu helfen. Das Martha-und-Maria-Kloster ist für viele Gläubige zu einem Wallfahrtsort geworden.

## Restaurierung
Das architektonische Ensemble des Martha-Maria-Klosters wurde mit Hilfe der 1992 gegründeten Stiftung St.-Andreas-Fahne (russisch Фонд Андрея Первозванного / Fond Andreja Perwoswannogo, wiss. Transliteration Fond Andreja Pervozvannogo; engl.  St Andrew’s Flag Foundation) umfassend restauriert.

## Denkmal
Das Gebäudeensemble des Klosters steht auf der Russischen Denkmalsliste.

## Galerie

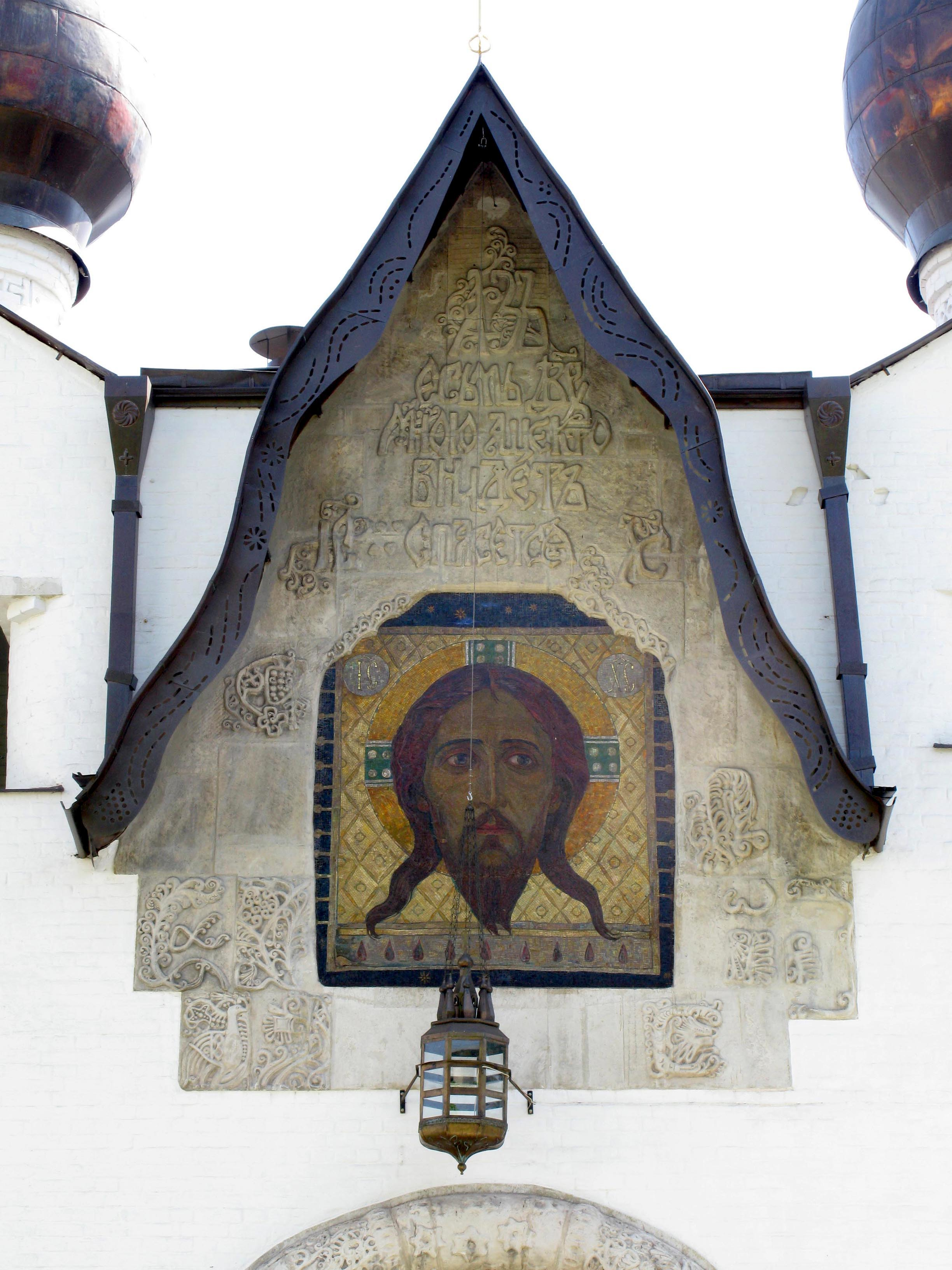
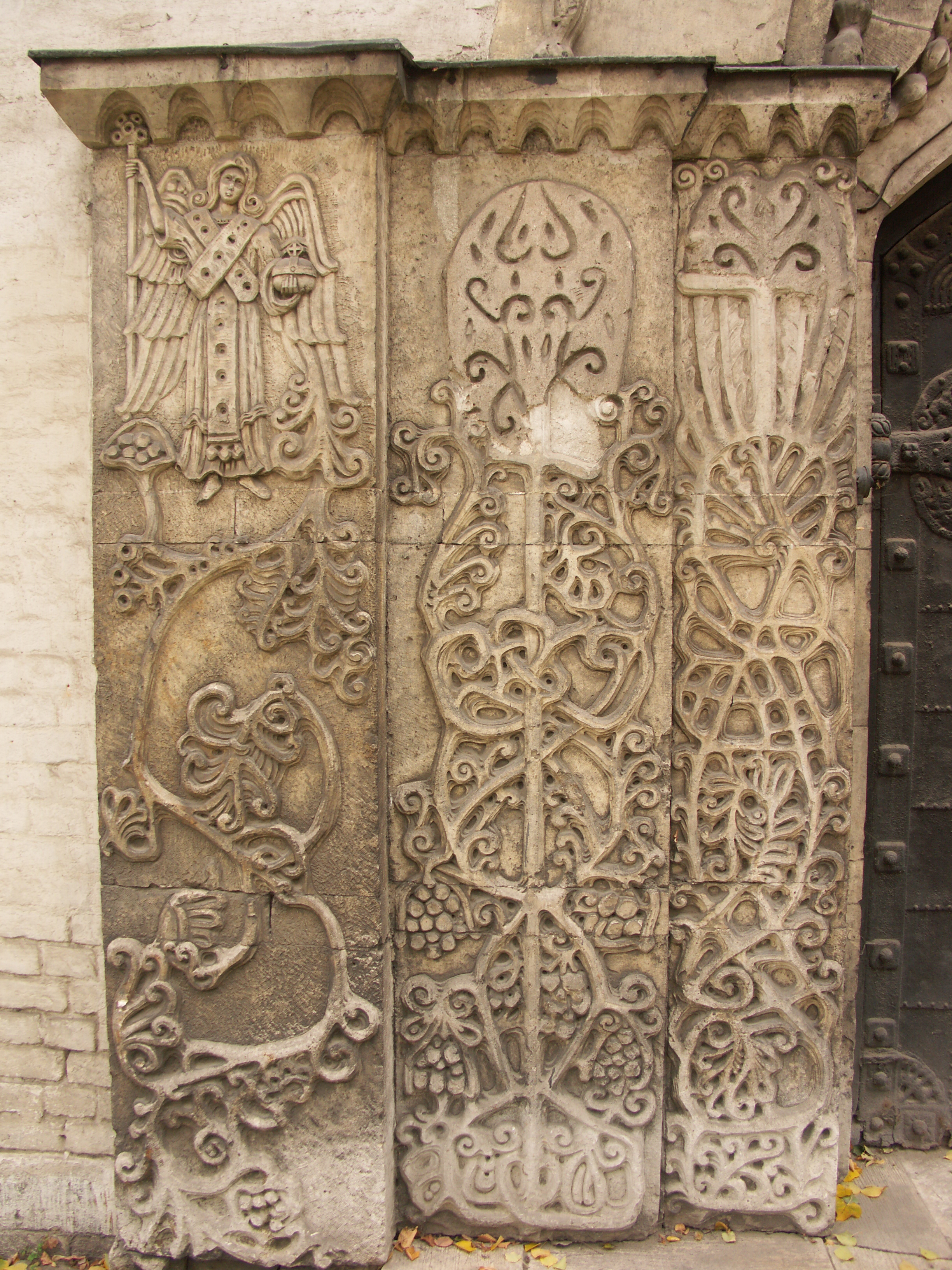
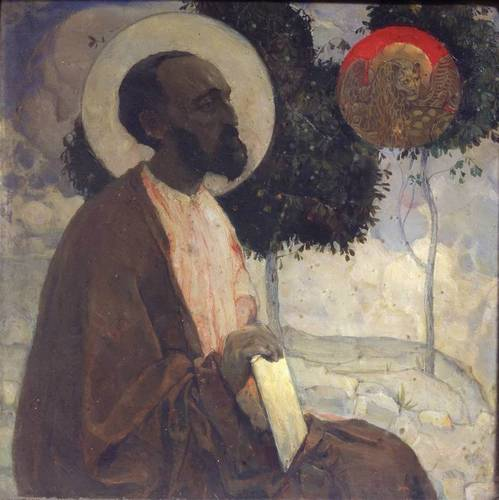
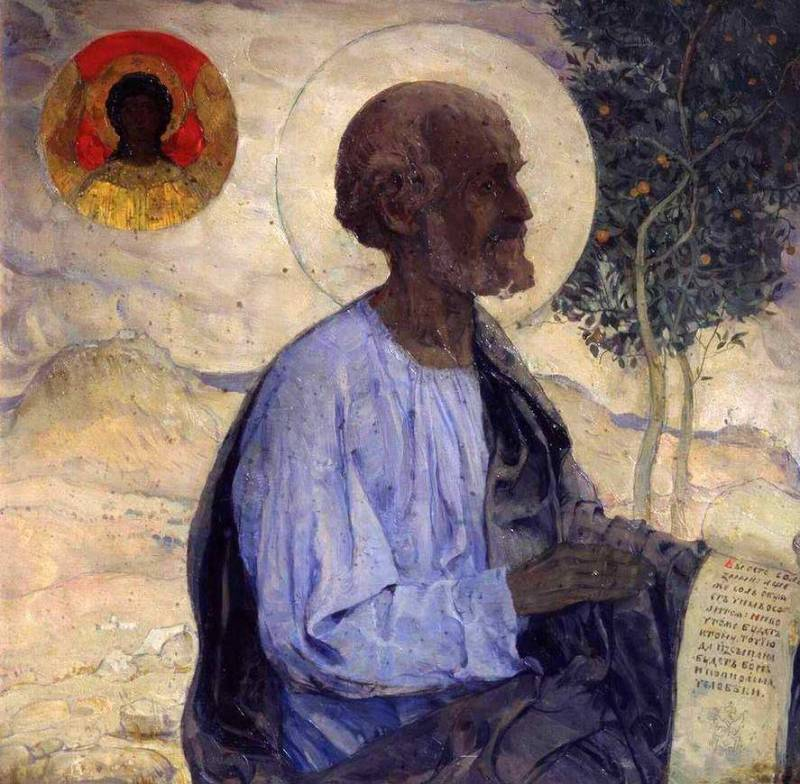
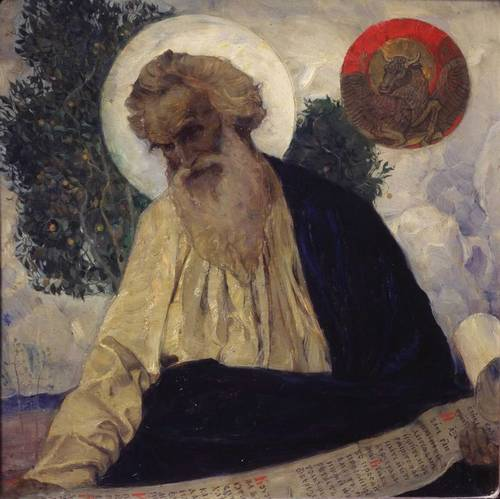
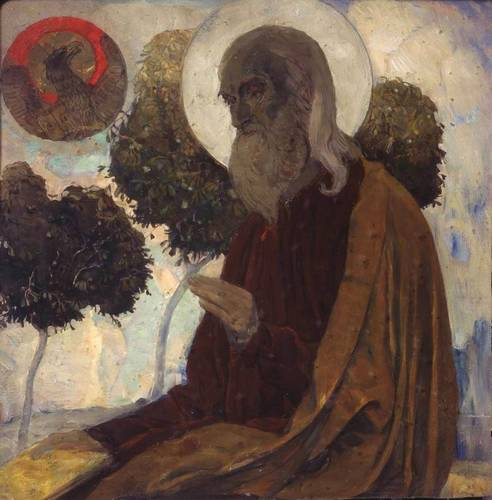

## Skit in Buchendorf bei München
2005 wurde in Buchendorf bei München das einzige orthodoxe Frauenkloster in Deutschland namens Skit der Heiligen Großfürstin Elisabeth auf dem Gelände des ehemaligen katholischen Klosters eröffnet (siehe auch Russische Orthodoxe Diözese des orthodoxen Bischofs von Berlin und Deutschland).

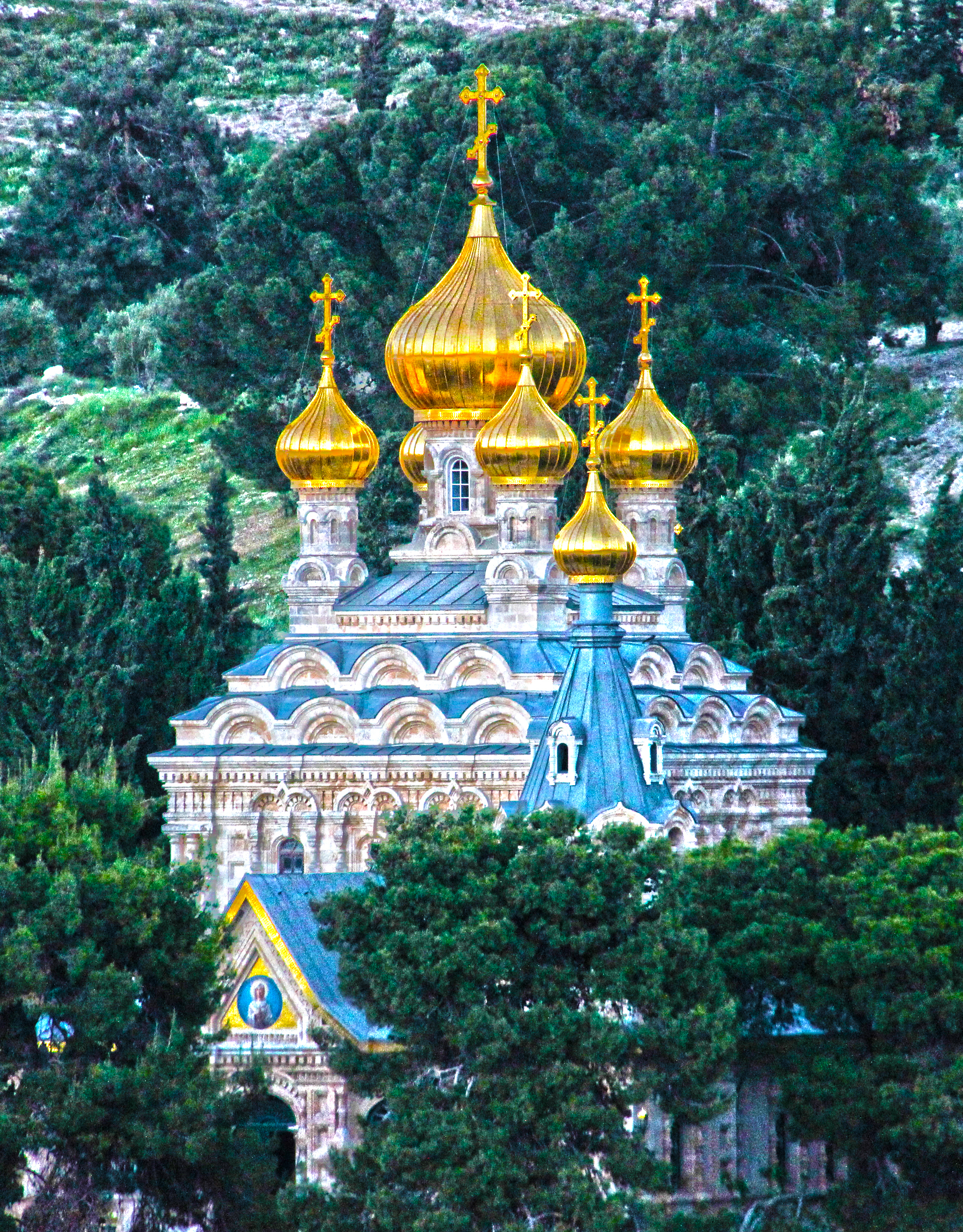
Maria-Magdalena-Kirche auf dem Ölberg in Jerusalem (die letzte Ruhestätte der heiligen Elisabeth)